# Tầng Praha
| Hệ/ Kỷ                                | Thống/ Thế   | Bậc/ Kỳ                          | Tuổi (Ma) | Tuổi (Ma) |
| ------------------------------------- | ------------ | -------------------------------- | --------- | --------- |
| Than Đá                               | Mississippi  | Tournai                          | trẻ hơn   | trẻ hơn   |
| Devon                                 | Thượng/ Muộn | Famenne                          | 358.9     | 372.2     |
| Devon                                 | Thượng/ Muộn | Frasne                           | 372.2     | 382.7     |
| Devon                                 | Giữa         | Givet                            | 382.7     | 387.7     |
| Devon                                 | Giữa         | Eifel                            | 387.7     | 393.3     |
| Devon                                 | Hạ/ Sớm      | Ems                              | 393.3     | 407.6     |
| Devon                                 | Hạ/ Sớm      | Praha                            | 407.6     | 410.8     |
| Devon                                 | Hạ/ Sớm      | Lochkov                          | 410.8     | 419.2     |
| Silur                                 | Pridoli      | không xác định tầng động vật nào | già hơn   | già hơn   |
| Phân chia kỷ Devon theo ICS năm 2017. |              |                                  |           |           |

Tầng Praha là một trong ba tầng động vật ở đầu thế Tiền Devon. Nó kéo dài từ khoảng 410,8 ± 2,8 triệu năm trước (Ma) tới 407,6 ± 2,8 Ma. Tầng động vật này diễn ra sau tầng Lochkov và sau nó là tầng Ems. Tên gọi của tầng này đặt theo Praha, thủ đô của Cộng hòa Séc. GSSP của tầng này nằm tại tây nam Praha, trong khu vực mỏ đá Velká Chuchle (Cộng hòa Séc), cách trung tâm thành phố 8 km (tọa độ: ). Mốc bắt đầu của tầng này là sự xuất hiện lần đầu tiên của loài động vật răng nón có danh pháp Eognathodus sulcatus còn mốc kết thúc của nó là sự xuất hiện lần đầu tiên của loài động vật răng nón có danh pháp Polygnathus kitabicus (= Polygnathus dehiscens).
Tại Bắc Mỹ tầng Praha được thay thế bằng Siegenian hay Deerparkian.